# Орденер, Мишель
Мишель Орденер (фр. Michel Ordener) (1755—1811) — французский военный деятель, дивизионный генерал (25 декабря 1805 года), граф Орденер и Империи (декрет от 19 марта 1808 года, патент подтверждён 20 декабря 1808 года), участник революционных и наполеоновских войн.

## Награды
- Легионер ордена Почётного Легиона (11 декабря 1803 года);
- Коммандан ордена Почётного Легиона (14 июня 1804 года);
- Коммандор ордена Железной короны (Италия);
- орден Льва (Бавария).